# Ghitana
Ghitana je opera o čtyřech dějstvích českoněmeckého továrníka a skladatele Maxe (von) Oberleithnera na libreto, které napsal Johanna von Wildenradta podle své epické básně Fra Filippo Lippi na námět ze života italského renesančního malíře Filippa Lippiho. Poprvé byla uvedena 30. září 1901 v Novém městském divadle v Kolíně nad Rýnem.

## Vznik a historie díla
Dr. jur. Max šl. von Oberleithner byl syn šumperského továrníka Karla von Oberleithnera; vystudoval ve Vídni práva, ale byl stejně jako jeho otec hudebně založen a učil se kompozici, mimo jiné jako soukromý žák Antona Brucknera. Chtěl se věnovat hudbě a působil jako divadelní kapelník v Teplicích v sezóně 1895/96 a v Düsseldorfu v sezóně 1896/97. Pak se musel vrátit do Rakouska, aby převzal vedení rodinného podniku (Karl von Oberleithner zemřel roku 1898), avšak nadále komponoval. Jeho první opera, jednoaktovka na vlastní libreto Vykoupený, byla uvedena 13. března 1899 v jeho někdejším düsseldorfském působišti. Vedle toho měl v té době za sebou, vedle menších prací, jednu symfonii a předehru k Romeovi a Julii.
I ve svém následujícím, ambicióznějším projektu celovečerní opery využil Oberleithner svých porýnských kontaktů. Düsseldorfský spisovatel a šéfredaktor místního deníku Neueste Nachrichten Johann Christoph Karl Georg von Wildenradt (1845–1909) pro něj napsal libreto ke čtyřaktové opeře s názvem Ghitana podle své epické básně Fra Filippo Lippi, jež byla poprvé vydána roku 1878. Inscenaci tentokrát neprovedlo düsseldorfské divadlo, nýbrž o něco prestižnější scéna v Kolíně nad Rýnem, a to na počátku divadelní sezóny 1901/1902.
Wildenradtovo libreto (stejně jako původní báseň) zpracovává motivy ze života italského renesančního malíře Filippa Lippiho (1406–1469). Lippi se skutečně zamiloval do řeholnice Lucrezie – její příjmení nebylo Feroni, ale Buti – z kláštera sv. Markéty v Pratu, jež mu často stála modelem pro jeho náboženské obrazy, a přesvědčil ji k útěku. V libretu je na rozdíl od básně zamlčena skutečnost, že i Lippi byl mnich a navíc kaplan uvedeného kláštera, oba prameny také pomíjejí, že umělci bylo 50 let a Lucrezii kolem dvaceti a že v době útěku již byla nějakou dobu těhotná. Skutečnou postavou je Lippiho žák a přítel Fra Diamante, smyšlenými jsou Lucreziin otec (který byl již ve skutečnosti po smrti) a především titulní postava celé opery, markýza zvaná „Ghitana“. Zkreslený je rovněž závěr příběhu – skuteční Filippo a Lucrezie byli zproštěni řeholních slibů, měli dvě děti a žili spolu na hromádce 13 let až do Filippovy smrti, přičemž podle soudobých legend byl otráven buď Lucreziinými příbuznými, nebo příbuznými jejího nového milence. 

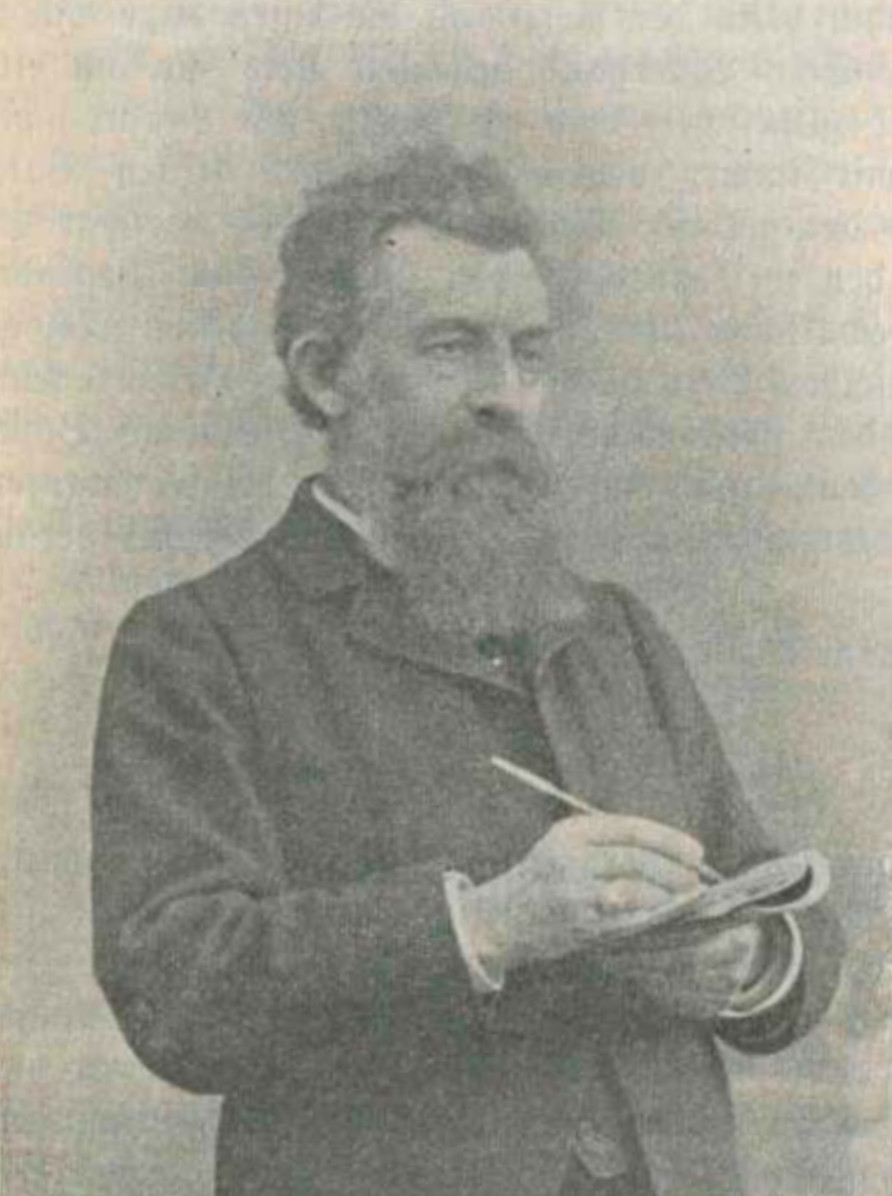
Libretista Ghitany Joseph von Wildenradt, fotografie z doby kolem roku 1902

Kolínské nastudování Ghitany bylo poměrně úspěšné, mělo nemalý ohlas v tisku a stejní účinkující tuto operu provedlo rovněž v blízkém Bonnu (poprvé 15. října 1901). Na konci roku 1903 se v tisku objevila zpráva i o tom, že uvedení Ghitany úspěšného severomoravského krajana připravovalo Městské divadlo v Olomouci, avšak k inscenaci nedošlo. Naproti tomu se Ghitana se následně hrála v městském divadle Magdeburku (premiéra 21. února 1904), a to s „vřelým přijetím“ a „pronikavým úspěchem“; právě v Magdeburku měla o čtyři roky později premiéru následující Oberleithnerova opera, Abbé Mouret. Skrovnou jevištní kariéru Ghitany oproti původním očekáváním odůvodňoval šumperský list Grenzbote tím, že její děj se příliš podobá ději Tristana a Isoldy. I úryvky se objevovaly jen ojediněle, například milostným duetem vyvrcholil roku 1928 koncert „Slavnosti Dr. Maxe Oberleithnera“ v jeho rodném Šumperku. Předehru ke 4. dějství zařadily do svých programů před 1. světovou válkou vídeňský Tonkünstlerorchester (dirigoval Oskar Nedbal) a Vídeňští filharmonikové (dirigoval Felix Weingartner).
Hudbu Ghitany vydalo roku 1904 lipské nakladatelství Breitkopf u. Härtel.
Ghitana znamená Cikánka a pod názvem Ghitana byla ve střední Evropě někdy uváděna též populární opera Cikánka Michaela Williama Balfeho.

## Hodnocení kritiky

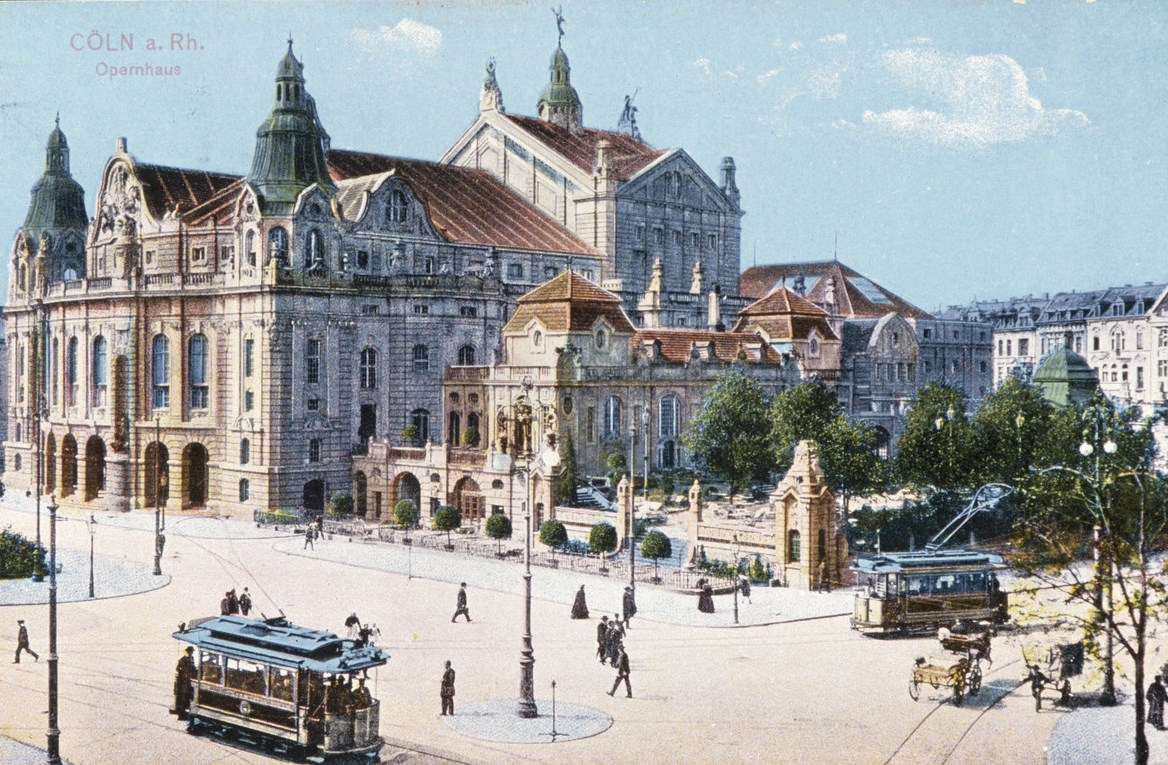
Operní divadlo v Kolíně nad Rýnem kolem roku 1910, místo premiéry Ghitany

Kritický ohlas na Ghitanu byl povzbudivý. Chválu získala především propracovaná instrumentace (vykazuje „velkou rozmanitost výrazových prostředků; řeč jeho tónů je téměř vždy ušlechtilá, často plná smyslných půvabů a dynamicky členitá“) a Oberleithner byl označen za „mistra hudební náladokresby“ projevujícího „svěží a přirozený cit“, avšak i zde se objevily výtky určité nevyrovnanosti. Wagnerovský vliv shledával tisk mimo jiné v řadě příznačných motivů, avšak vyčítal jejich přílišné množství a malou variabilitu. Někdy prý Oberleithnerově hudbě chyběla výstižnost: „nelze zamlčet, že skladatel tu a tam nenašel pro text zrovna ten nejvýstižnější hudební výraz a někdy příliš hojnými podružnostmi ztěžuje srozumitelnost a přehlednost“. Jeden z recenzentů sice chválil Oberleithnerovu střídmost a vyhýbání se senzačnosti, připustil však, že „určité vášnivé momenty by snesly ještě silnější barvy“. Navíc Oberleithner byl prý „spíše lyrik než dramatik“, který „nerozumí umění gradace“ a kterému chybí „skutečný jednotný hudební tah“. I když recenzenti Oberleithnerovi předvídali velkou budoucnost, mimořádné nadání mu vesměs nepřisuzovali: „Nejlepší část jeho hudby je právě ta, kterou napsal čerstvě ze srdce, bez lopocení sledoval text a pracoval s moderními výrazovými prostředky ve stylu mírného pokroku. Významná je pravda málokdy, a geniální ještě řidčeji.“ Vyskytly se i celkově nepříznivá hodnoceni: „[Ghitana] bohužel nesplnila očekávání, které jsme měli na základě předběžné chvály v tisku. Oberleithner je možná výtečný dirigent a má celkově značnou hudební inteligenci, geniální tvůrčí schopnosti však jeho Ghitana nedokládá. […] Hudba stejně jako text nejsou příliš zajímavé.“ Úspěch u publika však nebylo možné popřít: „Přesto opera velmi oslovila, Oberleithnerovy nápady jsou příjemné a dokáže je ještě okrášlit instrumentačním hávem.“
Recenze zasazovaly tuto operu do soudobé „mírné moderny“ následníků Richarda Wagnera, skladatel prý „jde téměř úplně Wagnerovou cestou“. Řada recenzentů shledávala Oberleithnerovu hudbu originální: „Nemalou předností Maxe v. Oberleithnera je jeho absolutní samostatnost, která se obezřetně každé nápodobě a výpůjčce,“ psal například recenzent deníku Berliner Tageblatt und Handels-Zeitung. Zato recenzent listu Bonner Zeitung se domníval, že „znalec zaslechne i přímé názvuky Wagnera, především Tristana a Siegfrieda,“ a například list Prager Tagblatt tvrdil: „V tomto díle je nepochybně pilná práce, umělecká vážnost, poctivý cit, ale chybí to hlavní: individuální nápad.“
Z jednotlivých míst si kritiky povšimly rozsáhlých náladotvorných předeher každého dějství, sborů, scény Filippa o samotě v prvním dějství, árie a modlitby Lucrezie ve třetím dějství a zejména následujícího milostného duetu mezi ní a Filippem.

## Osoby a první obsazení
| osoba                                                      | hlasový obor | premiéra (30. září 1901)     |
| ---------------------------------------------------------- | ------------ | ---------------------------- |
| Ghitana, markýza                                           | soprán       | Cäcilie Rüsche(-Endorf)      |
| Filippo Lippi, malíř                                       | baryton      | Richard Breitenfeld          |
| Diamante, jeho přítel                                      | tenor        | Hans Franz Friedrich Siewert |
| Feroni, člen městské rady                                  | bas          | Peter Heidkamp               |
| Lucrezia, jeho dcera                                       | soprán       | Frieda Felser                |
| Hodnostáři a lid z Prata; řeholnice z kláštera sv. Markéty |              |                              |
| Dirigent: Arno Kleffel                                     |              |                              |

## Děj opery
Odehrává se v Pratu u Florencie ve druhé polovině 15. století.

### 1. dějství

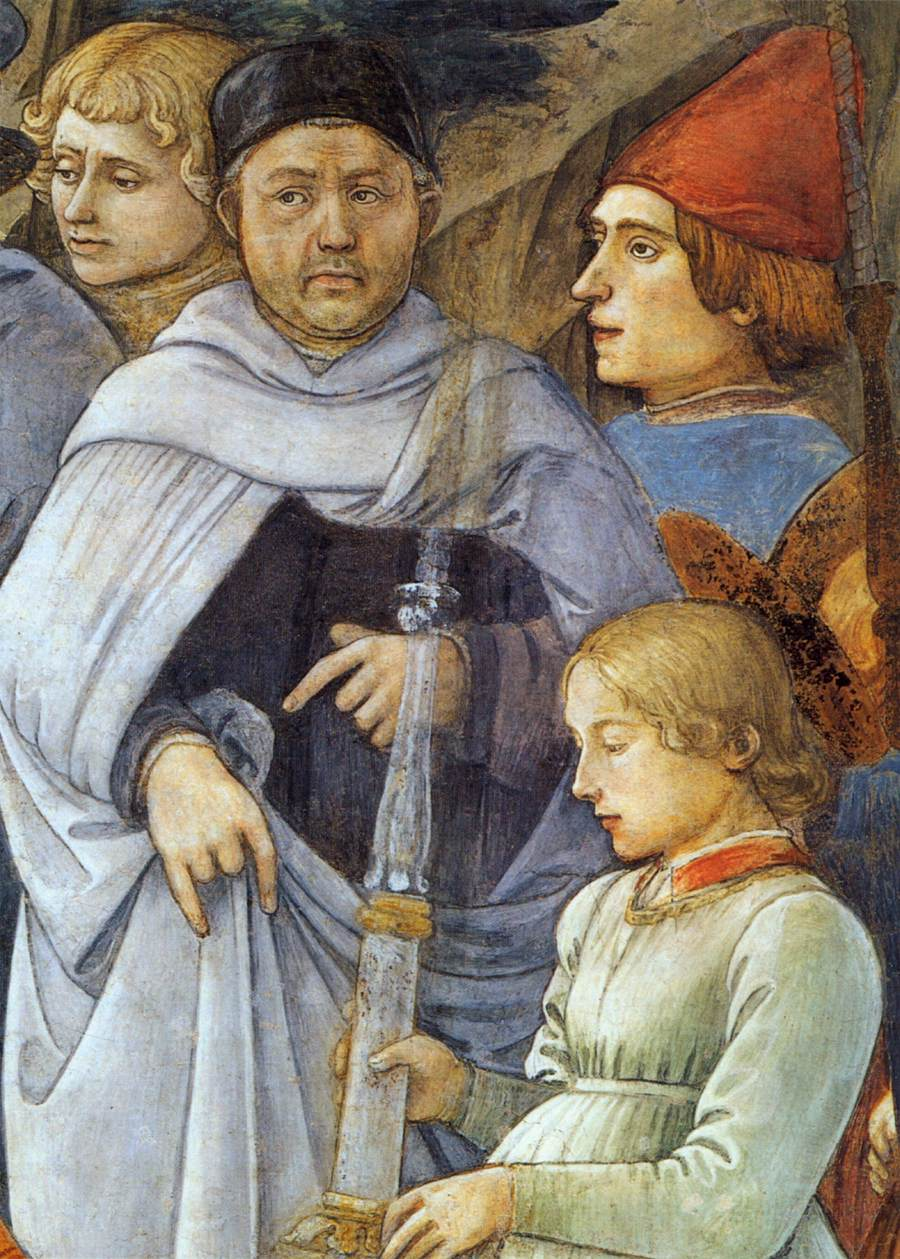
Údajný autoportrét Fra Filippa Lippiho, výřez z obrazu Smrt Panny Marie (cca 1465–1467)

(Ateliér Filippa Lippiho s výhledem na náměstí Prata) Malíř Filippo Lippi sedí ve svém ateliéru zamyšlen nad dokončeným obrazem Madony. Jeho přítel Diamante vchází a snaží se ho povzbudit a vzburcovat: vždyť právě dnes je den, kdy ho celé město velebí za mistrovské dílo, ba i píseň si o něm lid zpívá (Wer ist in Italiens sonnigen Gau'n). Filippo je však stále trudnomyslný. Diamante mu nalévá vína a snaží se ho vytáhnout ven vyprávěním o proslulé a sličné markýze zvané Ghitana, která je do Filippa zamilována. I on ji kdysi miloval, ale příliš si pohrávala s jeho srdcem. Nyní ji odvrhuje – k radosti Diamanta, který se sám chce ucházet o její přízeň. Filippo příteli vypráví, jak dlouho hledal model pro Madonu, až ho našel v Lucrezii, mladé novicce kláštera svaté Markéty a dceři městského radního Feroniho. Hluboce se do ní zamiloval a ona do něj snad také, ač se dosud nevyjádřila. Filippo si nad svou situací zoufá, ale Diamante ho ponouká, aby neváhal a přikročil k činu pro své štěstí.
Zvenčí je slyšet zpěv lidu, který přichází v průvodu uctít Mistra (Preiset den Meister). Radní Feroni jménem města děkuje umělci za jeho obraz, který bude krášlit klášter svaté Markéty. Na důkaz úcty mu má hlavu ozdobit posvěceným vavřínovým věncem markýza Ghitana. Ta mu přednáší oslavné verše, z nichž je jasná její láska k němu (Der du der Künste). Ale mezi řeholnicemi, které posvěcený věnec uvinuly a přinesly, si Filippo všimne Lucrezie a strne jako sloup, čímž celý obřad zastaví. Všichni se podivují. Lucrezii je tato pozornost trapná, a tak uteče. Teprve teď se Filippo vzpamatuje a přebírá věnec od Ghitany. zatímco lid zpívá píseň mu věnovanou.

### 2. dějství

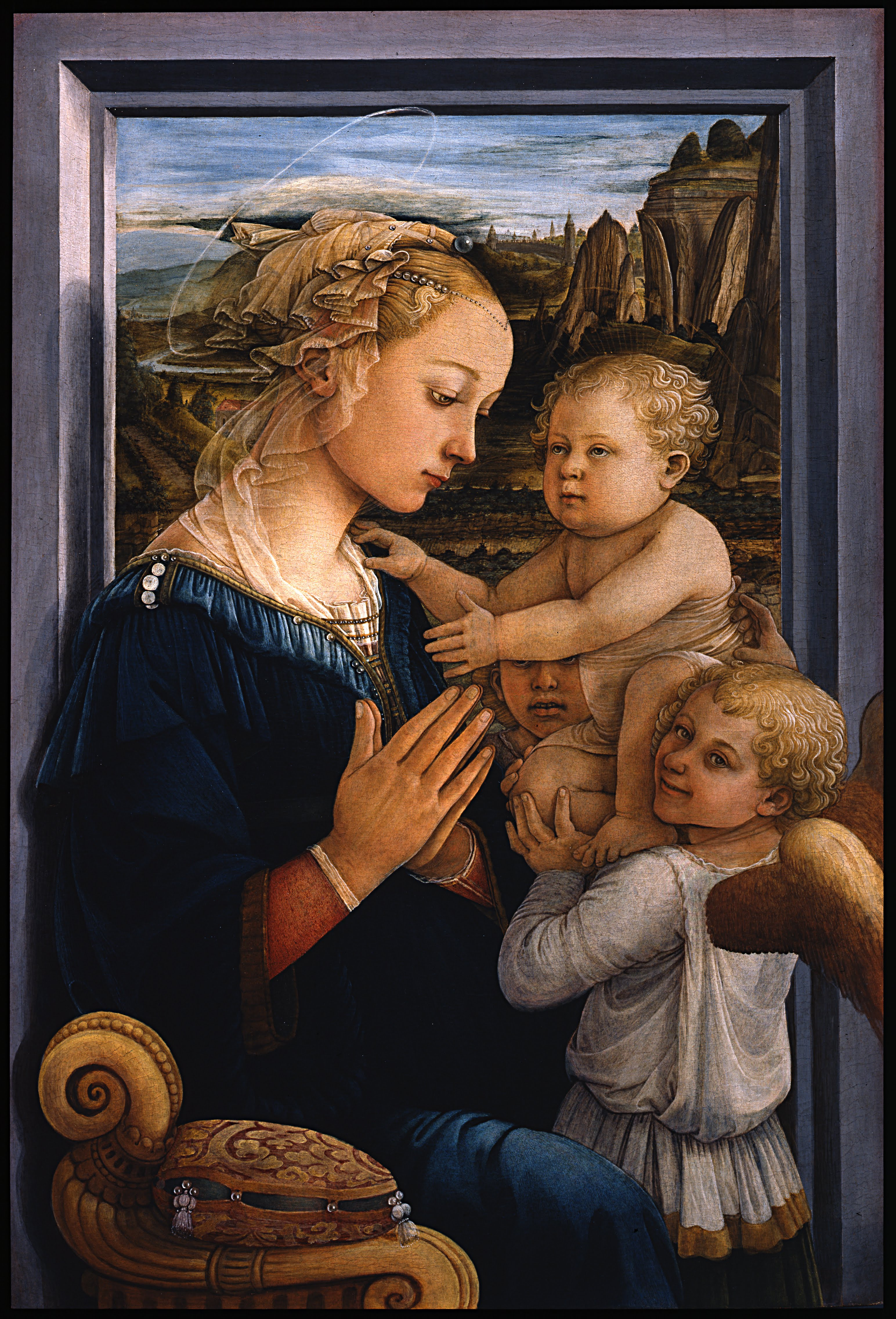
Lucrezia údajně stála Lippimu modelem k Madoně s dítětem a dvěma anděly (cca 1456–1465)

(Ghitanina zahrada, honosně vyzdobená k podvečerní slavnosti) Maskovaní hosté se veselí a opěvují krásnou markýzu. Ta je pošle hledat bílou růži ukrytou někde v zahradě a tomu, kdo ji najde, slibuje odměnu (Wo der Cypressen). Avšak Ghitana se jich jen chtěla zbavit, protože očekává Filippa: je do něj nyní vášnivě zamilována a znepokojila ji jeho reakce při předávání vavřínu. Přiblíží se maskovaná postava a Ghitana jí běží vstříc, ukáže se však, že je to Diamante. Ten svého přítele omlouvá a mimoděk prozradí, že Filippo má rád jinou. Chce využít situace a nabízí Ghitaně svou lásku, ale ta ho prudce odvrhne.
Vracejí se hosté a stěžují si, že žádnou bílou růži nenašli. Ghitana ukazuje na Diamanta a prohlašuje, že růži našel on, a tedy zvítězil. Posílá všechny do paláce k občerstvení a ať ji nechají se vítězi soutěže v soukromí odvděčit. Poté Ghitana hořekuje a stěžuje si na Filippa, který ji miloval a nyní se od ní odvrátil k jiné. Diamante opakuje, že jí chce být ve všem k službám. Ghitana ho tedy chce využít k pomstě na Filippovi ('Ward mir entrissen). Ale to Diamante rázně odmítá: naopak, bude-li chtít markýza Filippovi uškodit, bude stát příteli po boku.
O samotě se zoufající a zuřící Ghitana dovtípí, že předmětem Filippovy lásky je Lucrezia. Je odhodlána jí milovaného muže vyrvat, i kdyby se s ním měla spojit až ve smrti (Wo bin ich?).

### 3. dějství

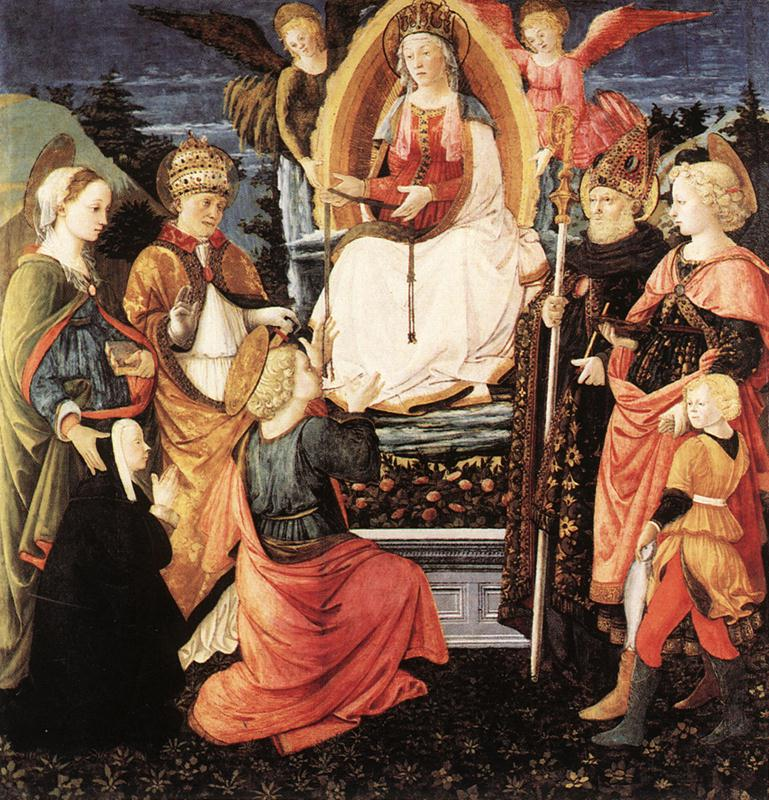
Madona s páskem, obraz Filippa Lippiho pro klášter svaté Markéty v Pratu z pooloviny 50. let 15. století. Jeho milenka Lucrezia byla pravděpodobně vzorem pro postavu sv. Markéty (vlevo)

(Zahrada kláštera svaté Markéty, pozdní večer) Lucrezia sedí v zahradě, zatímco ostatní řeholnice v blízkém kostele zpívají chválu Panně Marii (Die wir liebend dich verehren). Lucrezia však není v klášteře dobrovolně, miluje Filippa a má strach ze zítřka, kdy má složit řeholní sliby. Prosí Pannu Marii o to, aby jí vrátila život a lásku (Heil'ge Madonna).
Objeví se Filippo, který tajně pronikl do zahrady. Vyznávají si s Lucrezií lásku (Dein bin ich). Filippo připomíná, že ji přišel unést – s Diamantovou pomocí – a Lucrezia se zpěčuje jen okamžik. Než však stihnou uprchnout, objeví se Feroni s pochopy. Filippo se netají svým záměrem a je i s Diamantem hladce přemožen a odveden do žaláře.

### 4. dějství
(Filippův ateliér) Filippo byl propuštěn bez jakéhokoli trestu, přesto si zoufá: ztratil to hlavní, totiž Lucrezii. Přichází za ním Ghitana, která svou přímluvou jeho propuštění zařídila. Filippo nedokáže potlačit touhu po Lucrezii, přestože se ho Ghitana snaží svést – nebo alespoň spoutat vděčností (Meister, verzweifle nicht). Avšak ten neustane v nářku, dokud mu Ghitana neslíbí, že zařídí jeho sňatek s Lucrezií. Za to je – s těžkým srdcem – ochoten dát i Lucreziin obraz, o který ho markýza žádá, aby zjistila, zda miluje Lucrezii více než své umění. Nato si s ním chce Ghitana na znamení smíru připít z poháru vína: nejprve sama vypije polovinu, druhou vyzunkne Filippo (Dir, o Filippo).
Diamante přichází Filippovi zvěstovat, že Feroni se nechal Lucreziinými slzami obměkčit. Vzápětí vstupují i Foroni s Lucrezií, ale pozdě: ukáže se, že Ghitana do vína přimíchala jed. Ghitana v předsmrtném triumfu umírá současně s milovaným Filippem, který vydechne naposledy v Lucreziině náručí.